# قائمة شيوخ الأزهر
شيخ الأزهر هو الإمام الأكبر شيخ أكبر مؤسسة دينية في مصر وهي مؤسسة الأزهر الشريف، يتولى رئاسة علمائه، ويشرف على شؤونه الإدارية، ويحافظ على الأمن والنظام بالأزهر، وهو من المرجعيات المؤثرة في العالم الإسلامي، بدأ المنصب رسميًا عام 1090 هـ/1679 م، وتعاقب عليه حتى الآن اثنان وأربعون عالمًا، كان أولهم الشيخ محمد بن عبد الله الخراشي، وكان تنصيب شيخ الأزهر يتم باتفاق شيوخ الجامع الأزهر وعلمائه ثم يقومون بإخطار ديوان أفندي سكرتير عام ديوان القاهرة، ليقوم بإبلاغ الوالي العثماني باسم الشيخ الجديد الذي وقع عليه الاختيار. وفي عهد محمد علي باشا بدأ تدخل الوالي في تعيين شيخ الأزهر.
وفي سنة 1239 هـ / 1911 م في عهد المشيخة الثانية للشيخ سليم البشري، أنشئت هيئة كبار علماء الأزهر بموجب القانون رقم 10 لسنة 1911، وتكونت من كبار علماء المذاهب الأربعة، ونصَّ قانون الأزهر وقتها على أن يكون اختيار شيخ الجامع الأزهر من بين جماعة كبار العلماء. ثم يرسل اسمه إلى القصر الملكي فيوافق عليه ويصدر بالموافقة أمر ملكي دون تدخل من القصر في اختياره.
في عهد الرئيس جمال عبد الناصر صدر القانون رقم 103 لسنة 1961، المعروف بقانون تطوير الأزهر، وحُلّت بموجبه هيئة كبار العلماء ليحل محلها مجمع البحوث الإسلامية قائمًا بواجباتها. ويتكون المجمع من 50 عضوًا، ويُختار شيخُ الأزهر عمومًا من بين أعضاء المجمع ويكون رئيس الجمهورية وحده هو صاحب القرار، على أن يُعيّن ولا يُقال.
وفي 17 يوليو 2012 أُعيدَت هيئة كبار العلماء مرة أخرى،  وأُعطيت عدة اختصاصات من ضمنها انتخاب شيخ الأزهر وترشيح مفتي الديار المصرية والبتّ في الأمور الدينية. حيث يتم اختياره بطريق الانتخاب من بين هيئة كبار العلماء المرشحين لشغل المنصب على أن يكون حاملًا للجنسية المصرية وحدها ومن أبوين مصريين مسلمين، أن يكون من خريجي إحدى الكليات الأزهرية المتخصصة في علوم أصول الدين والشريعة والدعوة الإسلامية واللغة العربية، وأن يكون قد تدرّج في تعليمه قبل الجامعي بالمعاهد الأزهرية. وتختار هيئة كبار العلماء لهذا المنصب ثلاثة من بين أعضائها عن طريق الاقتراع السري في جلسة سرية يحضرها ثلثا عدد أعضائها على الأقل، ثم تنتخب الهيئة شيخ الأزهر من بين المرشحين الثلاثة في ذات الجلسة بطريق الاقتراع السري المباشر ويصبح شيخا للأزهر إذا حصل على الأغلبية المطلقة لعدد أصوات الحاضرين، ويُعيّن في منصبه بعد صدور قرار من رئيس الجمهورية، ويعامل معاملة رئيس مجلس الوزراء من حيث الدرجة والراتب والمعاش.
شيخ الأزهر يُعرف أيضًا بـ الإمام الأكبر وهو صاحب الرأي في كل ما يتصل بالشئون الدينية وفي كل ما يتعلق بالقرآن وعلوم الإسلام، وله الرئاسة والتوجه في كل ما يتصل بالدراسات الإسلامية في الأزهر وهيئاته ويرأس المجلس الأعلى للأزهر.
تولّى مشيخة الأزهر 44 شيخًا من علمائه، أولهم الشيخ محمد الخراشي، وآخرهم أحمد الطيب، كان أطولهم مكوثًا في المنصب الشيخ عبد الله الشبراوي ؛ حيث مكث 34 عامًا، وأقصرهم مدةً عبد الرحمن النواوي حيث مكث شهرًا واحدًا. وتولى المنصب مرتين 6 شيوخ هم: محمد المهدي العباسي وشمس الدين الأنبابي وحسونة النواوي وسليم البشري ومحمد المراغي وعبد المجيد سليم. حمل اسم محمد 14 شيخًا، وأحمد 5 شيوخ، وعبد الرحمن 4 شيوخ، وإبراهيم 4 شيوخ، وحسن 3 شيوخ، وعبد الله شيخان.

## شيوخ الأزهر
| لون المربع | مذهب الشيخ |
| ---------- | ---------- |
|            | مالكي      |
|            | شافعي      |
|            | حنفي       |
|            | لا مذهب    |

### القرن السابع عشر
| م | شيخ الأزهر | شيخ الأزهر       | المذهب الفقهي | فترة المشيخة                           | من مؤلفاته | ملاحظات |
| - | ---------- | ---------------- | ------------- | -------------------------------------- | --- | --- |
| 1 |            | محمد الخرشي      | مالكي         | من: 1090 هـ/1679 م حتى: 1101 هـ/1690 م | - الشرح الكبير على متن خليل في فقه المالكية (8 مجلدات). - رسالة في البسملة. - الشرح الصغير لمختصر خليل (5 مجلدات). - منتهى الرغبة في حل ألفاظ النخبة. - الفرائد السنية في حل ألفاظ السنوسية. - الأنوار القدسية في الفرائد الخرشية. - حاشية على شرح الشيخ علي إيساغوجي في المنطق.                                                    | - ولد سنة 1601 بقرية أبو خراش، محافظة البحيرة، مصر. - قبل توليه المشيخة كان يُدرِّس بالجامع الأزهر، ثم درَّس بالمدرسة الآقبغاوية. - تتلمذ على يديه مجموعة من كبار العلماء ممن تولوا مشيخة الأزهر بعده. - كان معروفاً بسعيه في مصالح الفقراء والمساكين وطلاب العلم لدى الحكام. |
| 2 |            | إبراهيم البرماوي | شافعي         | من: 1101 هـ/1690 م حتى: 1106 هـ/1695 م | - حاشية على شرح الشيخ يحيى القرافي لمنظومة ابن فرح الأشبيلي. - حاشية على شرح ابن قاسم (الغزي). - رسالة في الدلائل الواضحات في إثبات الكرامات والتوسل بالأولياء بعد الممات. - الميثاق والعهد فيمن تكلم في المهد. - حاشية على شرح فتح الوهاب لزكريا الأنصاري. - حاشية على شرح غاية التقريب. - حاشية على شرح الرحبية (في علم الفرائض). | - ولد بقرية برما، محافظة الغربية، مصر. - قبل توليه المشيخة كان يُدرِّس الفقه الشافعي بالجامع الأزهر. - تتلمذ على يديه مجموعة من كبار العلماء ممن تولوا مشيخة الأزهر بعده. - كان معروفاً بمناصرته ومساعدته للضعفاء والمساكين.                                                |
| 3 |            | محمد النشرتي     | مالكي         | من: 1106 هـ/1694 م حتى: 1120 هـ/1709 م | لم يترك أي مؤلفات | - ولد بقرية نشرت، محافظة كفر الشيخ، مصر. - قبل توليه المشيخة كان يُدرِّس بالجامع الأزهر. - تتلمذ على يديه مجموعة من كبار العلماء وممن تولوا مشيخة الأزهر بعده. |

### القرن الثامن عشر
| م  | شيخ الآزهر | شيخ الآزهر         | المذهب الفقهي | فترة المشيخة                           | من مؤلفاته | ملاحظات |
| -- | ---------- | ------------------ | ------------- | -------------------------------------- | --- | --- |
| 4  |            | عبد الباقي القليني | مالكي         | من: 1120 هـ/1709 م حتى: 1120 هـ/1709 م | لم يترك أي مؤلفات | - ولد بمدينة قلين، محافظة كفر الشيخ، مصر. - تتلمذ على يد الشيخ النشرتي، ودرّس في الجامع الأزهر. - أجمع المشايخ والعلماء مع الوالي على تعيينه كشيخ للأزهر بعد وفاة الشيخ النشرتي. - ازدهر الأزهر في عصره وتخرج علماء كبار من حلقته من أبرزهم: الشيخ محمد صلاح الدين البرلسي، وأحمد بن مصطفي بن أحمد الزبيري المالكي. |
| 5  |            | محمد شنن           | مالكي         | من: 1120 هـ/1709 م حتى: 1133 هـ/1720 م | لم يترك أي مؤلفات | - ولد بقرية الجدية، محافظة البحيرة، مصر. - كان ثرياً جداً لدرجة وُصف بها أنه كان من أغنى أغنياء عصره، ولم يثنيه ذلك عن طلب العلم. - قال الجبرتي عنه: «أنه كان مليئاً متمولاً، أغنى أهل زمانه بين أقرانه، ترك لابنه ثروة طائلة». - في عهده اهتم بترميم الجامع الأزهر بعد طلبه ذلك من السلطان أحمد الثالث. |
| 6  |            | إبراهيم الفيومي    | مالكي         | من: 1133 هـ/1720 م حتى: 1137 هـ/1724 م | - شرح المقدمة العزية للجماعة الأزهرية. | - ولد بمدينة الفيوم، محافظة الفيوم، مصر. - كان أحد تلامذة الشيخ الخرشي، وأخذ علم الحديث عن العديد من العلماء أمثال الشيخ البرماوي. - درَّس في الجامع الأزهر فكان يتوافد عليه مئات الطلاب يومياً. وكان شغوفاً بعلوم اللغة وعلوم الحديث وعلم الصرف. - أجمع العلماء على اختياره شيخاً للأزهر بعد وفاة الشيخ شنن، وأكمل من بعد عمارة وترميم الجامع الأزهر لمدة 151 يوماً حتى انتهت آخر أيام رمضان سنة 1133هـ الموافق يوليو 1721. |
| 7  |            | عبد الله الشبراوي  | شافعي         | من: 1137 هـ/1724 م حتى: 1171 هـ/1758 م | - شرح الصدر في غزوة بدر. - عنوان البيان وبستان الأذهان (في الأدب والأخلاق والوصايا والنصائح). - ديوان الشبراوي المسمى "مفاتح الألطاف في مدائح الأشراف". - عروس الآداب وفرحة الألباب في تقويم الأخلاق، ونصائح الحكام، وتراجم الشعراء. - ثبت الشبراوي (في الحديث). - منائح الألطاف في مدائح الأشراف. - شرح الرسالة الوضعية العضدية. - عنوان البيان وبستان الأذهان (في الأدب والأخلاق والوصايا والنصائح). - عنوان البيان (في البلاغة). - الإتحاف بحب الأشراف. - حسن التوسل في آداب زيارة سيد الرسل. - شرح قصيدة ابن مسعود (شرح القصيدة السينية للشريف أحمد بن مسعود). - العقد الفريد في استنباط العقائد من كلمة التوحيد. - فهرست عبد الله الشبراوي. - منظومة في قواعد فن العربية (في النحو). - نزهة الأبصار في رقائق الأشعار (في الأدب). - ديوان عبد الله الشبراوي. - الاستغاثة الشبراوية. - نظم بحور الشعر وأجزائها. - عروس الآداب وفرحة الألباب (في تقويم الأخلاق ونصائح الحكام وتراجم الشعراء). - منظومة في علم النحو. - نظم بحور الشعر وأجزائها. - شرح الرسالة الوضعية العضدية. - العقد الفريد في إستنباط العقائد من كلمة التوحيد. - إجازة من الإمام الشبراوي إلى الوزير عبد الله الوالي. - سند الشبراوي. - الاستغاثة الشبراوية. | - ولد بمدينة القاهرة، محافظة القاهرة، مصر. - التحق بالجامع الأزهر وعمره لم يتجاوز 8 سنوات، وكان أحد تلامذة الشيخ الخرشي، وحفظ القرآن وكتب السنة الستة. - درَّس في الجامع الأزهر، فضلاً عن أنه كان شاعراً له دواوين. - تولى المشيخة وعمره 34 سنة، وكان له إسهامات في تطوير الدراسة بالجامع الأزهر؛ فأدخل تدريس العلوم العقلية مثل الرياضيات والعلوم الاجتماعية، إضافةً إلى العلوم الدينيَّة والعربيَّة، كما استخدم موهبته الشعرية في نظم بعض العلوم ليسهل حفظها وفهمها على الطلاب. - كان ثرياً فأنفق الكثير في رفع شأن الأزهر. - كان له نشاط اجتماعي وسياسي ملحوظ، حيث كانت علاقاته بالولاه والمسئولين جيدة وكان يساعد في رد المظالم إلى أهلها للمسلمين ولغير المسلمين، وكان يلقبه الأمراء بـ شيخ الإسلام. |
| 8  |            | محمد الحفني        | شافعي         | من: 1171 هـ/1757 م حتى: 1181 هـ/1767 م | - التقريرات على شرح حكم العطائية. - حاشية على شرح الأشموني على ألفية ابن مالك في النحو. - حاشية على شرح رسالة الوضع. - حاشية على شرح السمرقندية للياسمينية (في الجبر والمقابلة). - حاشية على شرح التلخيص في الفرائض. - حاشية على شرح الرحبية للشنشوري. - حاشية على السراج المنير. - حاشية على شرح رسالة العضدية للسعد. - حاشية على شرح مسعود الشرواني لآداب السمرقندي. - شرح الجامع الصغير للعزيزي. - حاشية على حاشية الحفيد على المختصر. - رسالة تتعلق ببطلان المسألة الملفقه وبطلان العقد الأول بعد وقوع الطلاق الثلاث بقصد اسقاط المحلل. - أنفس نفائس الدرر على شرح الهمزية - لابن حجر. - الثمرة البهية في أسماء الصحابة البدرية. - رسالة في فضل التسبيح والتحميد (في الفضائل والآداب). - رسالة في التقليد (في فروع أصول الفقه). - درر التنوير برؤية البشير النذير. - ثبت الحفناوي (في الحديث). - مختصر شرح منظومة المنيني في مصطلح الحديث. | - ولد بقرية حفنا، محافظة الشرقية، مصر. - في سن الرابعة عشر درس بالمدرسة السينائية بالوراقين ثم بالمدرسة الطيبرسية بالجامع الأزهر وأتم حفظ القرآن به. - كان شاعراً بالفصحى والعامية المصرية؛ كذلك كان ناثراً. - درَّس بالأزهر ومنح كذلك إجازة بالإفتاء. كذلك كان عضواً في ديوان الحكومة. - في سن الثلاثين أخذ عهد الطريقة الخلوتية عن الشيخ مصطفى بن كمال الدين البكري في بيت المقدس سنة 1149 هـ/ 1736 م ونشرها في مصر. - حدثت له ضائقة مالية لدرجة أنه عمل ناسخاً للكتب حتى لا يتقبل هدايا وعطايا الولاة والأمراء. |
| 9  |            | عبد الرؤوف السجيني | شافعي         | من: 1181 هـ/1767 م حتى: 1182 هـ/1769 م | لم يترك أي مؤلفات | - ولد بقرية سجين الكوم، محافظة الغربية، مصر. - حفظ القرآن الكريم، وكان سليل أسرة اشتهرت بالعلم والعلماء مثل أبيه وعمه. - لُقب بـ أبي الجود. - تولَّى مشيخة رواق الشراقوة بالأزهر، وظل شيخاً له حتى بعد ولايته لمشيخة الأزهر. |
| 10 |            | أحمد الدمنهوري     | شافعي         | من: 1183 هـ/1769 م حتى: 1192 هـ/1778 م | - تحفة الملوك في علم التوحيد والسلوك. - إيضاح المبهم في معاني السلم. - إقامة الحجة الباهرة علي هدم كنائس مصر والقاهرة. - منتهي الإرادات في تحقيق الاستعمارات (في علم البلاغة) - سبيل الرشاد إلى نفع العباد (في الأخلاق). - الفتح الرباني بمفردات ابن حنبل الشيباني (في الفقه الحنبلي). - رسالة عين الحياة في استنباط المياه (في علم الجيولوجيا). - القول الصريح في علم التشريح (في الطب). - منهج السلوك في نصيحة الملوك (في السياسة والأخلاق). - الدرة اليتيمة في الصنعة الكريمة (في الكيمياء). - الحذاقة بأنواع العلاقة. - حسن التعبير لما للطيبة من التكبير (في القراءات العشر). - تنوير المقلتين بضياء أوجه الوجه بين السورتين. - طريق الاهتداء بأحكام الإمامة والاقتداء علي مذهب أبي حنيفة النعمان. - إحياء الفؤاد بمعرفة خواص الأعداد. - الدقائق الألمعية علي الرسالة الوضعية العضدية. - منع الأثيم الحائر علي التمادي في فعل الكبائر. - الأنوار الساطعات علي أشرف المربعات. - حلية الأبرار فيما في اسم علي من الأسرار. - خلاصة الكلام علي وقف حمزة وهشام. - فيض المنان بالضروري من مذهب النعمان. - إرشاد الماهر إلى كنز الجواهر. - إتحاف البرية بمعرفة العلوم الضرورية. - القول الأقرب في علاج لسعة العقرب. - حسن الإنابة في إحياء ليلة الإجابة. - الزهر الباسم في علم الطلاسم. - المنح الوفية في شرح الرياض الخليفية. - الكلام السديد في تحرير علم التوحيد. - بلوغ الأرب في اسم سيد سلاطين العرب. - كشف اللثام عن مخدرات الأفهام في البسملة والحمد لله. - حلية اللب المصون في شرح الجوهر المكنون (في البلاغة). - اللطائف النورية في المنح الدمنهورية. - نهاية التعريف بأقسام الحديث الضعيف. - درة التوحيد. - القول المفيد في شرح درة التوحيد. - الزايرجة. - شرح الأوفاق العددية. - شفاء الظمآن بسر يس قلب القرآن. - عقد الفرائد بما للمثلث من الفوائد. - كيفية العمل بالزيارج العددية. - إيضاح المبهم من متن السلم (شرح علي متن السلم للأخضري في المنطق). | - ولد بمدينة دمنهور، محافظة البحيرة، مصر. - قدم القاهرة وهو صغير السن؛ وكان يتيماً لم يكفله أحد، فالتحق بالجامع الأزهر واشتغل بالعلم، وأجازه علماء المذاهب الأربعة، وكان يفتي بها حتى عرف بـ المذهبي. - عُرِفَ بقوة حفظه، وكانت له معارف في سائر العلوم والفنون العربية والدينية، وغيرها كالكيمياء، والطب، والفلك، والحساب، والطبيعة، والعلوم الرياضية، وعلم الأحياء، وعلوم الفلسفة والمنطق. - كان من عادته الجلوس للتدريس بمسجد الإمام الحسين بن علي في شهر رمضان. - كان معروفاً بين تلاميذه وزملائه من العلماء أن لا يضع علمه في غير موضعه، ولذلك اتهمه البعض بالبخل في بذل العلم على عكس الحقيقة، فمصنفاته كثيرة ومتنوعة، وكان ينتقي من يتعلم على يديه. - أجلَّه علي بك الكبير، وكان يجلس إلى دروسه، ويستشيره في كثير من أمور الدولة. |
| 11 |            | أحمد العروسي       | شافعي         | من: 1193 هـ/1793 م حتى: 1208 هـ/1793 م | - شرح نظم التنوير في إسقاط التدبير - للملوي (في التصوف). - حاشية على الملوي علي السمرقندية (في البلاغة). | - ولد بقرية منيل عروس، محافظة المنوفية، مصر. - في قريته؛ حفظ القرآن الكريم، ودرس العلوم الدينية واللغوية، كما درس العلوم الرياضية، والفلك، والمنطق، وأخذ الطريقة الصوفية عن السيد مصطفى البكري، ولازمه، وتلقَّن منه الذِّكر. - وفد إلى الأزهر وتلقى العلوم على كبار شيوخه، حتى صار من كبار علماء الشافعية في وقته. - اتصل بالشيخ أحمد العريان الذي أحبه واعتنى به وزوجه إحدى بناته، وبشَّره بالسيادة وبأنه سيصبح شيخاً للجامع الأزهر، وتحققت هذه البشارة بعد وفاته. - عندما أراد الوالي إبراهيم بك أن يولي الشيخ عبد الرحمن العريشي مشيخة الأزهر ثار العلماء واعتصموا بمسجد الإمام الشافعي، والتف حولهم الناس، وطالبوا أن يكون الشيخ العروسي هو شيخ الأزهر فنزل على رغبتهم. - عُرف بالإقدام والجرأة على الأمراء والحكام خاصة فيما يتصل بأمور الناس والصالح العام، وكان كثيراً ما يتدخل لتصفية الخلافات بين المتنازعين، وكان الأمراء يستشيرونه ويستفتونه في أمورهم، وكان لا يتردد في نصيحتهم، ولومهم أحياناً. - رفض أن تأتي جنود من خارج مصر لحفظ الأمن، وبيَّن للوالي إسماعيل بك خطر ذلك، فعمل بنصيحته. بل وطالب بزيادة أرزاق الجنود المصريين فقاموا بواجبهم. - حدث في عصره أزمة اقتصادية باليلاد واشتد الغلاء، فذهب الشيخ إلى الوالي حسن باشا واتفق معه على وضع تسعيرة للخبز واللحم والسمن، وخرج المحتسب ليعلن في الأسواق السياسة التموينية الجديدة، ويهدد من يخرج عليها، فزالت الأزمة. |
| 12 |            | عبد الله الشرقاوي  | شافعي         | من: 1208 هـ/1793 م حتى: 1227 هـ/1812 م | - حاشية على شرح التحرير. - فتح المبدئ بشرح مختصر الزبيدي. - التحفة البهية في طبقات الشافعية. - ربيع الفؤاد في آداب الطريق وترتيب الأوراد. - تحفة الناظرين فيمن ولى مصر من السلاطين. - شرح على حكم ابن عطاء السكندري. - حاشية على شرح الهدهدي على أم البراهين، المسماة بالصغرى لأبي عبد الله بن يوسف السنوسي. - رسالة في مسألة أصولية في جمع الجوامع (أصول فقه). - شرح رسالة عبد الفتاح العادلي في العقائد. - شرح مختصر في العقائد والفقه والتصوف (مشهور في بلاد داغستان). - شرح الحكم والوصايا الكردية (في التصوف). - مختصر مغني اللبيب لابن هشام في النحو والإعراب. - متن العقائد المشرقية. | - ولد بقرية الطويلة، محافظة الشرقية، مصر. - حفظ في طفولته القرآن الكريم في القرين حيث نشأ بها، وشد رحاله إلى الجامع الأزهر حيث درس على يد علماء كثيرون، مثل: الشيخ الحفني، والشيخ الدمنهوري. - تلقن مبادئ الطريقة الخلوتية على الإمام الشيخ الحفني، ثم اتصل بالصوفي الشيخ محمود الكردي ولازمه. - من العلماء الذين تعلموا على يديه الشيخ حسين بن الكاشف، والشيخ إبراهيم البجيري والشيخ محمد الدواخلي. - عاصر الحملة الفرنسية على مصر، وقاد الشعب من أجل مقاومتها. - تولى المشيخة بعد أن كان مرشحاً بجانب الشيخ مصطفى العروسي. - بعد وفاته، أصدر محمد علي باشا أصدر فرماناً بعمل مولد سنوي له. |

### القرن التاسع عشر
| م                | شيخ الأزهر | شيخ الأزهر               | المذهب الفقهي | فترة المشيخة                           | من مؤلفاته | ملاحظات |
| ---------------- | ---------- | ------------------------ | ------------- | -------------------------------------- | --- | --- |
| 13               |            | محمد الشنواني            | شافعي         | من: 1227 هـ/1812 م حتى: 1233 هـ/1817 م | - حاشية الشنواني على شرح اللقاني على جوهرة التوحيد. - حاشية الشنواني على مختصر البخارى لابن أبى جمرة. - حاشية الشنواني على مولد الشيخ حسن المدابغي (الجوهرة السنية بمولد خير البرية). - حاشية الشنواني على شرح الجوهري على جوهرة التوحيد. - حاشية على السمرقندية (في علوم البلاغة). - حاشية على العضدية (في آداب الحديث). - الدرر السنية فيما علا من الأسانيد الشنوانية. - ثبت الشنواني (وهي إجازة أجاز بها تلميذه مصطفى بن محمد المبلط). | - ولد بقرية شنوان، محافظة المنوفية، مصر. - ألقى دروسه بالجامع المعروف بالفكهاني بالعقادين، بالقرب من داره في خوشقدم فأقبل عليه الطلبة، وانتفعوا بعلمه. - شارك في مقاومة الحملة الفرنسية. - لما توفي الشيخ الشرقاوي توجَّهت الأنظار إلى الشيخ الشنواني، فتغيَّب عن بيته. ولكن الوالي أمر القاضي أن يجمع المشايخ عنده ويتفقوا على شخص يكون خالياً من الأغراض. وبعد العديد من الأحداث المتوالية أمر محمد علي باشا بالبحث عنه في كل مكان حتى وجدوا وأمر بتعينه شيخاً للأزهر. - كان عالماً في علوم اللغة، كما كان محباً لعلم الكلام والرياضيات. |
| 14               |            | محمد العروسي             | شافعي         | من: 1233 هـ/1818 م حتى: 1245 هـ/1829 م | - مصطلح الحديث. | - تلقى العلم على يد والده شيخ الأزهر الأسبق أحمد العروسي، فلمَّا توفي والده حلَّ محلَّه في التدريس لطلبته، وكان شغوفاً بالدرس، فكان يواصل التدريس لطلبته من الصباح إلى المساء. - كان الشيخ محمد العروسي من المزاحمين للشيخ الشنواني في ولاية المشيخة، لولا أن محمد علي باشا آثر عليه الشيخ الشنواني لما عرفه عنه من تواضعه وانصرافه عن مظاهر السلطة، وخوفاً من تدخله في شئون الحكم. - بعد وفاة الشيخ الشنواني؛ انعقد الإجماع على إمامة الشيخ محمد العروسي، فتقلدها من غير منازع. - حدثت في عهده فتنة حول تحريم أكل ذبائح أهل الكتاب على عكس ما قال به القرآن، فأبطل هذا الزعم وأظهر أنه مخالف للحق في حضور العلماء واُخمدت الفتنة. |
| 15               |            | أحمد الدمهوجي            | شافعي         | من: 1245 هـ/1830 م حتى: 1246 هـ/1831 م | لم يترك أي مؤلفات | - ولد بمدينة القاهرة، مصر، ويعود بنسبه إلى قرية دمهوج بمحافظة المنوفية - أخذ العلوم على أيدي علماء الأزهر وشيوخه، وكانه معروفاً بالزهد وانقطاعه للعبادة والتدريس وطلب العلم. - لم يشتهر كغيره من علماء الأزهر رغم كثرة تلاميذه بسبب حبه لعدم الظهور وبُعده عن مظاهر الحياة ومشاغلها، لذلك لم يعرف عن حياته الكثير. - بعد وفاة الشيخ العروسي ظل منصب مشيخة الأزهر خالياً إلى أن جاء قرار الوالي -بعد إجماع العلماء- بتكليف الشيخ الدمهوجي لتحمل أعباء هذا المنصب، وعُيِّن الشيخان المهدي والأمير وكيلين للشيخ الدمهوجي لمساعدته لكبر سنه. - تولَّى مشيخة الأزهر لمدة ستة أشهر فقط، حتى توفي ليلة عيد الأضحى. |
| 16               |            | حسن العطار               | شافعي         | من: 1246 هـ/1830 م حتى: 1250 هـ/1834 م | - حاشية الشيخ حسن العطار على شرح الأزهرية (في علم النحو). - حاشية العلامة الشيخ حسن العطار على شرح الجلال المحلي على جمع الجوامع، الجلال المحلي بن السبكي. - الحاشية الكبرى للعلامة شيخ الإسلام حسن العطار، على مقولات السيد البليدي وحاشيتاه الكبري والصغرى على شرح مقولات العرافة الجماعي. - حاشية العطار على جمع الجوامع. - حاشية العطار على شرح الخبيصي - وبهامشها العلامة ابن سعيد. - حاشية العطار على شرح جلال الدين المحلي على جمع الجوامع. - حاشية العطار على جمع الجوامع - وبهامشه تقرير العلامتين الشيخ عبد الرحمن الشربيني، والأستاذ الشيخ محمد علي بن حسين المالكي. - إنشاء. - رسالة في تحقيق الخلافة الإسلامية ومناقب الخلافة العثمانية. - الأزهرية في علم العربية. - منظومة العطار (في علم النحو). - حاشية العطار على شرح إيساغوجي لأثير الدين الأزهري. - حاشيته على متن السمرقندية. - حاشية الشيخ حسن العطار على شرح المقولات المسمى بالجواهر المنتظمات في عقود المقولات للشيخ أحمد السجاعي. - رسالة في كيفية العمل بالإسطرلاب والربعين المقنطر والمحيب والبساط (في الفلك). - رسائل في الرمل والزايرجة والطب والتشريح وغير ذلك. - جمع وترتيب ديوان ابن سهل الأندلسي. - شرح كتاب الكامل للمبرد. - ثلاث مقالات طبية في الكلى والعضد والبطن. - نبذة في علم الجراحة. - حاشية العطار على شرح الشيخ خالد الأزهري على الأزهرية. - حاشية العطار علي الجواهر المنتظمات في عقود المقولات. - حاشية العطار علي التهذيب للخبيصي. - حاشية العطار على شرح العصام (إبراهيم بن محمد عرب شاه). - رسالة تتعلق بموضوع علم الكلام. - حاشية العطار على شرح الشيخ خالد بن عبد الله الأزهري المسمي باسم "موصل الطلاب إلى قواعد الإعراب". - حاشية أخرى على شرح الشيخ خالد الأزهري على متن الأجرومية لمؤلفها محمد بن محمد بن آجروم الصنهاجي. - شرح السمرقندية في علم البيان لمؤلفها أبي القاسم ابن بكر الليثي السمرقندي. | - ولد بمدينة القاهرة، مصر. وهو من أصل مغربي. وعُرف بالعطار نسبة إلى مهنة والده. - نشأ في كنف والده الشيخ محمد كتن، وكان عطَّاراً فقيراً مُلِمًا ببعض العلوم وعلى ثقافة جيِّدة، فكان يستصحب ابنه معه إلى حانوته ويعلِّمه البيع والشراء ويرسله في قضاء حاجاته. - كان يتردد خِفْيَة إلى الأزهر لحفظ القرآن الكريم حتى حفظه في مدة يسيرة، وعَلِمَ أبوه بأمره، فأعانه على التعليم، فالتحق بالأزهر، وفي زمن قصير تهيأ للتدريس بالأزهر في سن مبكرة. - اشتغل بصناعة المزاول الليلية والنهارية، وأتقن الرصد الفلكي الأسطرلاب، وسجل هذا في مؤلفاته إلى جانب الطب والتشريح. وقد أعانته على ذلك رحلاته العديدة بالداخل والخارج واتصاله الوثيق بعلماء الحملة الفرنسية ومشاهدته التجارب العلمية التي باشرها هؤلاء العلماء. - لما داهمت الحملة الفرنسية مصر لم يطق البقاء بالقاهرة؛ ففر إلى أسيوط حيث وجد الأمن والحرية، وما لبث أن عاد إلى القاهرة بعد انتشار الطاعون بأسيوط. - سافر في عدة رحلات خارج مصر بعد سفره إلى مكة للحج، حتى عاد بعد جلاء الفرنسيين من القاهرة. - عهد إليه بإنشاء جريدة الوقائع المصرية والإشراف على تحريرها، وبها ظهرت أشعاره وعلومه ودعوته إلى التجديد في المناهج التعليمية، ومناداته بإدخال العلوم الحديثة والعلوم المهجورة بالأزهر إلى مناهجه. - من تلاميذه: محمد عياد الطنطاوي ورفاعة الطهطاوي. - قام بتدريس الجغرافيا والتاريخ بالأزهر وخارج الأزهر، كما ألَّف في المنطق والفلك والطب والطبيعة والكيمياء والهندسة. واشتغل بالآداب شعراً ونثراً. |
| 17               |            | حسن القويسني             | شافعي         | من: 1250 هـ/1834 م حتى: 1254 هـ/1838 م | - رسالة في المواريث (ألفها في علم الفقه وما زالت مخطوطة). - شرح حسن القويسني على متن السلم (في المنطق). - شرح السلم المرونق لمؤلفه عبد الرحمن بن محمد الصغير الأخضري. - سند القويسني. | - ولد في مدينة قويسنا، محافظة المنوفية، مصر. - كان كفيف البصر، واشتهر بـبرهان الدين القويسني الشافعي. - تخرج على يده كثير من العلماء مثل: إبراهيم الباجوري ومصطفى الذهبي ومحمد البناني، ورفاعة الطهطاوي. - عُرف عنه بالزهد والورع، لدرجة أن محمد علي باشا أحب أن يُنْعِمَ عليه بشيء من الدنيا فرفض. - استغرقته الصوفية حتى كانت له أحياناً شطحات لا يستسيغها غير الصوفية، وذلك بما يسمسه العامة الشطحات الصوفية أو الجذب. - بقي في منصبه حتى وفاته. ودفن بمسجد الشيخ علي البيومي بالقاهرة. |
| 18               |            | أحمد السفطي              | شافعي         | من: 1254 هـ/1838 م حتى: 1263 هـ/1847 م | لم يترك أي مؤلفات | - ولد بقرية سفط العرفاء، محافظة بني سويف، مصر. وعُرف بـ الشيخ أحمد الصائم. - حفظ القرآن الكريم في قريته ثم رحل إلى القاهرة ليلتحق بالجامع الأزهر الشريف، فتلقى العلوم على يد عدد من العلماء مثل الشيخ محمد بن محمد السنباوي الشهير بالأمير الكبير. كما تتلمذ على الشيخ الشنواني والشيخ الدمهوجي. - اشتغل بالتدريس، وكانت حلقة درسه من أكبر حلقات الدرس بالجامع الأزهر لدرجة شغلته عن التأليف. |
| 19               |            | إبراهيم الباجوري         | شافعي         | من: 1263 هـ/1847 م حتى: 1281 هـ/1864 م | - حاشية على كفاية العوام للفضالي (في علم الكلام). - المواهب اللدنية. - حاشية على مختصر السنوسي. - إجازة للشيخ حسنين أحمد جلبي الحنفي. - حاشية على الشنشورية في الفائض. - التحفة الخيرية. - حاشية على شمائل الترمذي. - تحفة المريد على جوهرة التوحيد. - تحقيق المقام. - حاشية على شرح السعد للعقائد النسفية. - حاشية على متن السمرقندية (في علم البيان). - فتح الخبير اللطيف (في علم الصرف). - الدرر الحسان فيما يحصل به الإسلام والإيمان. - حاشية على متن السلم (في المنطق). - إجازة للشيخ عبد السلام بن عبد الرحمن الدمشقي الحنبلي. - التحف الخيرية على الفوائد الشنشورية. - المواهب اللدنية على الشمايل المحمدية للترمذي. - تحفة البشر على مولد ابن حجر. - تحفة المريد على جوهرة التوحيد. - تحقيق المقام على كفاية العوام فيما يجب عليهم من علم الكلام. - حاشية الباجوري على السلم المرونق للأخضري. - حاشية الباجوري على السمرقندية لأبي الليث السمرقندي. - حاشية الباجوري على الكواكب الدرية في مدح خير البرية. - حاشية الباجوري على المولد النبوى الشريف للدردير. - حاشية الباجوري على أم البراهين (في العقائد). - حاشية الباجوري على جوهرة التوحيد لإبراهيم اللقاني. - حاشية الباجوري على شرح السنوسى على مختصره (في المنطق) - حاشية الباجوري على قصيدة بانت سعاد لكعب بن زهير. - حاشية الباجوري على مختصر أبي شجاع. - حاشية الباجوري على مقدمة السنوسي المعروفة بالسنوسية. - حاشية الباجوري على مولد النبي صلى الله عليه وسلم - حاشية الباجوري على شرح ابن قاسم الغزى على مختصر أبي شجاع. - حاشية الباجورى على جمع الجوامع. - رسالة الباجورى في العقائد. - رسالة الباجورى في الأحاديث المسلسلة. - رسالة العوام فيما يجب عليهم من علم الكلام. - فتح الحميد المجيد بشرح خلاصة التوحيد. - فتح الخبير اللطيف شرح نظم الترصيف في علم التصريف. - فتح القريب المجيب شرح بداية المريد في علم التوحيد. - فتح رب البرية على الدرة البهية لنظم الأجرومية. - منح الفتاح على ضوء المصباح في أحكام النكاح. - حاشية الباجوري على شرح العقائد. - حاشية الباجوري على رسالة الفضالي في لا إله الا الله. | - وُلِدَ بمدينة الباجور، محافظة المنوفية، مصر. - حفظ عليه القرآن الكريم في نشأته، وجوَّده على والده. وقَدِمَ إلى الأزهر لطلب العلم. - لما احتلَّ الفرنسيون القاهرة تركها وسكن الجيزة فترة يسيرة، ثم عاد إلى القاهرة بعد رحيل الحملة لطلب العلم. تتلمذ على أيدي علماء الأزهر مثل: محمد الأمير الكبير وعبد الله الشرقاوي شيخ الأزهر وقتها وحسن القويسني وداود القلعاوي. - من أشهر تلاميذه رفاعة الطهطاوي. - ظل يباشر التدريس بعد توليه مشيخة الأزهر. - لما تقدَّمت به السِّنُّ حدثت أحداث جسيمة بالأزهر لم يستطع السيطرة عليها، لذلك عيّن نواب سعيد باشا (الذي كان يؤدي فريضة الحج) أربع وكلاء يقومون بإدارة شئون الازهر تحت رئاسة مصطفى العروسي، وإبقاء الباحوري في منصبه شرفياً حتى وفاته. |
| 20               |            | مصطفى العروسي            | شافعي         | من: 1281 هـ/1864 م حتى: 1287 هـ/1870 م | - حاشية على شرح الشيخ زكريا الأنصاري للرسالة القشيرية (في التصوف - أربعة أجزاء). - كشف الغمَّة وتقييد معاني أدعية سيد الأمة. - القول الفصل في مذهب ذوي الفضل. - العقود الفرائد في بيان معاني القصائد. - أحكام المفاكهات. - الأنوار البهية. - الفوائد المستحسنة. - الهداية بالولاية فيما يتعلق بقوله تعالى: ﴿وَمَا أرْسَلْنَا قَبْلَكَ مِنْ رسُولٍ ولا نَبيٍّ﴾. | - كان والده محمد العروسي شيخ الأزهر الرابع عشر، وجده أحمد العروسي شيخ الأزهر الحادي عشر. - تلقى العلم على يد والده وعلى أيدي علماء ومشايخ الأزهر. - تولى رئاسة لجنة تدير شئون الأزهر في حياة الشيخ الباجوري، وبعد وفاة الباجوري تولى المشيخة. - كان معروفاً بقوة الشخصية والنظام والدقة؛ فخافه الطلاب وهابه المشايخ والأمراء. - أسس نظاماً يحدد صلاحية من يريد التدريس بالأزهر، ووضع نظام امتحان للمدرسين حتى يميز الصالح منهم. - عزله الخديوي إسماعيل من منصبه دون إبداء أسباب. |
| 21 المرة الأولى  |            | محمد المهدي العباسي      | حنفي          | من: 1287 هـ/1870 م حتى: 1299 هـ/1881 م | - الفتاوى المهدية في الوقائع المصرية. - رسالة في مسألة الحرام على مذهب الحنفية. - رسالة في تحقيق ما استتر من تلفيق في الفقه الحنفي. | - وُلِدَ بمدينة الإسكندرية، محافظة الإسكندرية، مصر. - كان جده مسيحياً، وأسْلَم على يد الشيخ الإمام محمد الحفني وهو يافع. فضمَّهُ الشيخُ إلى أسرته وتتلمذ على يديه، حتى أصبح من كبار العلماء. كذلك كان والده عالماً وتولى منصب الإفتاء. - حفظ بعض القرآن بالإسكندرية، وقدم إلى القاهرة واتم حفظه واشتغل بالتعليم. - تولى منصب الإفتاء وهو في نحو الحادي والعشرين عاماً بأمر من إبراهيم باشا، وكان قد استدعاه لولاية هذا المنصب وهو جالس في حلقة أستاذه الشيخ السقا يتلقى عنه العلم. - وقف في وجع عباس الأول عندما أراد الاستيلاء على ثروة أسرته وطلب فتوى تتيح له ذلك فرفض، مما هدد بعزله واستعمل معه عده وسائل لإرهابه. - لما توفي الشيخ الإمام الشرقاوي، أجمع كبار العلماء على ترشيحه لمشيخة الأزهر، ولكن الوالي محمد علي باشا آثر الشيخ الشنواني. - تولى مشيخة الأزهر مع بقائه في منصب الإفتاء، فكان أول من جمع بين المنصبين. كذلك كان أول حنفي تولَّى مشيخة الأزهر. - نظم شئون الأزهر الإدارية والمالية، فأعاد لأهل الأزهر كل ما لهم من المرتبات الشهرية والسنوية. - استصدر أمراً من الخديوي توفيق بوضع قانون للتدريس وقانون تنظيم امتحان مَنْ يريد التدريس بالأزهر. - لم يتجاوب مع الثورة العرابية، فطلب أحمد عرابي من الخديوي توفيق عزله، فأجاب طلبه وعزله من مشيخة الازهر وأبقاه على الإفتاء. ولما اشتدت الثورة؛ كتب العلماء قراراً بعزل الخديوي، فطلبوا توقيعه فرفض. فوضعه العرابيون تحت الرقابة، وتحاشى الناس زيارته.                                |
| 22 المرة الأولى  |            | شمس الدين الأنبابي       | شافعي         | من: 1299 هـ/1881 م حتى: 1299 هـ/1882 م | - حاشية على آداب البحث. - تقرير الإنبابي على مبهم السالك في أحسن المسالك إلى ألفية ابن مالك. - تقرير على حاشية الباجورى في المنطق. - رسالة في قوله تعالى : ﴿وآية لهم الليل نسلخ منه النهار﴾. - شرح على مقدمة سلم العلوم. - رسالة في مداواة الطاعون. - رسالة في شرح حاشية البرماوى في فقه الشافعية. - إجازة الأنبابي، اجاز فيها بمروياته تلميذه الشيخ مصطفى البناني - إجازة الأنبابي لتلميذه محمد الشرقاوى الطاهر بن إسماعيل أبى فايد. - القول السديد في صحة نكاح المرأة بلا ولى مع التقليد. - تعليقات على رساله الوضع. - تقرير الأمير على حاشية الامير على شرح الشذور لابن هشام. - تقرير الأنبابي على التجريد للبناني على مختصر السعد على متن التلخيص. - تقرير الأنبابي على السلم المرونق للأخضري. - تقرير الأنبابي على المختصر للسعد التفتازاني وعلى التجريد للبنائي على المختصر المذكور. - تقرير الأنبابي على المختصر للسعد التفتازاني على تلخيص المفتاح للقزويني. - تقرير الأنبابي على حاشية أبي النجا على شرح الشيخ خالد على الآجرومية. - تقرير الأنبابي على حاشية الأمير على شرح شذور الذهب لابن هشام. - تقرير الأنبابي على حاشية الباجوري على السنوسية. - تقرير الأنبابي على حاشية الباجوري على متن السلم. - تقرير الأنبابي على حاشية البرماوي على شرح ابن قاسم الغزى. - تقرير الأنبابي على حاشية البناني على شرح المحلى على جمع الجوامع. - تقرير الأنبابي على حاشية السجاعي على شرح القطر. - تقرير الأنبابي على حاشية العطار على شرح الأزهرية للشيخ خالد. - تقرير الأنبابي على حاشية الأمير على شرح الملوي على السمرقندية. - تقرير الأنبابي على فتح الجليل، حاشية السجاعى على شرح ابن عقيل. - تقرير الأنبابي على مقدمة القسطلانى على صحيح البخاري. - تقرير الأنبابي على نهاية المحتاج على المنهاج للرملي. - تقرير الأنبابي وهو التقرير الجديد على شرح الأشموني على الألفية وحاشية الصبان. - تقرير الأنبابي على حاشية الشرقاوي على تحرير تنقيح اللباب. - تقرير الأنبابي على حاشية الصبان على شرح ملا حنفى على الآداب العضدية. - تقرير الأنبابي على حاشية الصبان على شرح الاشمونى للألفية. - حاشية الأنبابي على الرسالة البيانية للدردير. - حاشية الأنبابي على حاشية أبي النجا على شرح الشيخ خالد على الأجرومية. - ختم الأنبابي على شذور الذهب في معرفة كلام العرب. - ختم الشذور. - رسالة الأنبابي في تحقيق الوضع ماله من الأقسام وشيء مما يتعلق بذلك. - رسالة الأنبابي في تحقيق الوضع. - رسالة الأنبابي على البسملة. - رسالة الأنبابي في إفادة تعريف المسند إليه أو المسند بلام الجنس. - رسالة الأنبابي في تحقيق الاستعارة في نحو زيد أسد على مذهب السعد. - رسالة الأنبابي في تحقيق الوضع. - رسالة الأنبابي في رياضة الصبيان وتعليمهم وتأديبهم. - رسالة الأنبابي في مبادئ النحو العشرة. - رسالة الأنبابي فيما يتعلق بمدخول الباء بعد مادة الاختصاص. - رسالة تتعلق بالبسملة الشريفة تناسب الشارع في علم الفروع. - رسالة تتعلق بدفع الزكاة لمن بلغ ولم يصل طول عمره. - رسالة في الربا. - رسالة فيما يتعلق بالبسملة في علم الفروع. - شرح الأنبابي فيما يتعلق بقوله ﷺ ليس من أصحابي أحد إلا لو شئت لأخذت عليه. - مختصر الأنبابي على رسالته التي وضعها لتحقيق الاستعارة في نحو زيد أسد على مذهب السعد. - نبذه من حاشية الإنبابي على شرح المنهاج للرملي. | - ولد بمدينة القاهرة، محافظة القاهرة، مصر. ونُسب إلى أنبابة (إمبابة الآن) لأن والده منها. - حفظ القرآن الكريم وبعض المتون، ثم التحق بالأزهر وتتلمذ على يد علماء أمثال الإمام الباجوري وإبراهيم السقا ومصطفى البولاقي وسرعان ما أجيز بالتدريس. - كان تاجراً كذلك مثل والده الذي كان من كبار التجار. فكانت له وكالة كبيرة لتجارة الأقمشة يُشرف عليها مع اشتغاله بالدراسة والتدريس. - من تلاميذه شيوخ للأزهر: الإمام حسونة النواوي والإمام عبد الرحمن القطب النواوي، والإمام علي الببلاوي والإمام أبو الفضل الجيزاوي. - عُيِّنَ رئيساً للشافعية بعد وفاة أستاذه الشيخ السقا، وانتخب أميناً لفتوى الشيخ العروسي. - عُيِّنَ شيخاً للأزهر أثناء الثورة العرابية، ولم تطل مدة ولايته لمشيخة الأزهر في هذه الفترة؛ لأنه قدَّم استقالته إثر حوادث الثورة العرابية، وذلك لما لاحظ إقبال الخديوي توفيق على الإمام الشيخ المهدي العباسي. |
| 23 المرة الثانية |            | محمد المهدي العباسي      | حنفي          | من: 1299 هـ/1882 م حتى: 1304 هـ/1886 م | انظر السابق | - أصدر الخديوي توفيق قراراً بإعادة الشيخ العباسي إلى منصب شيخ الأزهر إلى جانب بقائه في الإفتاء، - كان يجتمع بكبار العلماء في السر للتحدث في أمور السياسة العامة للدولة وطرق ومقاومة الاحتلال البريطاني حتى علم الخديوي، وعندما قابله لمح له الخديوي بالأمر، فطلب الإمام من الخديوي إعفاءه من المشيخة والإفتاء معاً. - بقي الإمام بدره فترة حتى أعيد إلى الإفتاء حتى وفاته. |
| 24 المرة الثانية |            | شمس الدين الأنبابي       | شافعي         | من: 1304 هـ/1886 م حتى: 1312 هـ/1895 م | انظر السابق | - صدر قرار بإعادة تعيينه شيخاً للأزهر، وظل قائماً بالمشيخة تسع سنوات، حتى مرض واُصيب بالشلل. - أنعم عليه الخديوي بالنيشان المجيدي، ثم بالنيشان العثماني من الدرجة الأولى. - عيَّن الخديوي الشيخ حسونة النواوي وكيلاً له لإدارة الأزهر، ولما قنط الإمام من الشفاء قدَّم استقالته. - بعد الاستقالة؛ عكف على قراءة كتب السنة الستة، وكتاب الشفاء للقاضي عياض في السيرة النبوية. - وقف مكتبته وما يملكه من عقار كثير على وجوه الخير بعد وفاته. |
| 25 المرة الأولى  |            | حسونة النواوي            | حنفي          | من: 1313 هـ/1895 م حتى: 1317 هـ/1899 م | - سلم المسترشدين في أحكام الفقه والدين (جزئين). | - ولد بقرية نواي، محافظة أسيوط، مصر. - حفظ القرآن الكريم، ثم التحق بالأزهر، وتلقى دروسه يد علماء أمثال الشيخ الإنبابي، واستمر في دراسته حتى حصل على شهادة العَالِمية. - دّرس الفقه بجامه محمد علي بالقلعة بجانب تدريسه له بالأزهر، وعُيِّن بجانب ذلك أستاذاً للفقه بكلية دار العلوم وكلية الحقوق * انتدب وكيلا للأزهر، وذلك لمرض الشيخ الإنبابي وعجزه عن مباشرة مهام عمله. ثم صدر قرار بتعيين لجنة لمعاونته في إصلاح شئون الأزهر. - عُيِّن عضواً دائماً غير قابل للعزل بمجلس شورى القوانين. - تولى المشيخة بعد استقالة الشيخ الإنبابي، وعين كذلك في المجلس العالي بالمحكمة الشرعية في العام نفسه. - تولى منصب الإفتاء بالإضافة إلى مشيخة الأزهر، وأصدر 287 فتوى. - عرض الإمام لندب قاضيين من مستشاري محكمة الاستئناف الأهلية ليشاركا قضاة المحكمة الشرعية في الحكم، فعزله الخديوي من منصبيه؛ كشيخ للأزهر ومفتي الديار المصرية. |
| 26               |            | عبد الرحمن القطب النواوي | حنفي          | من: 1317 هـ/1899 م حتى: 1317 هـ/1899 م | لم يترك أي مؤلفات | - ولد بقرية نواي، محافظة أسيوط، مصر، وهو ابن عم الإمام حسونة النواوي. - بدأ حفظ القرآن في بلده، وأتمه في القاهرة، ثم تتلمذ على كبار مشايخ العلماء مثل الشيخ الأنبابي. - بعد تخرَّجه في الأزهر الشريف شغل عدة مناصب قضائية هامة، منها: منصب أمانة فتوى مجلس الأحكام مُساعداً للشيخ البقلي، ثم تولى منصب قضاء مديرية الجيزة، ثم قضاء مديرية الغربية، وتمَّ نقله إلى المحكمة الشرعية الكبرى بالقاهرة سنة، ثم إلى قضاء الإسكندرية، ثم تمَّ نقله إلى إفتاء نظارة الحقانية قبل توليه المشيخة. - تولى المشيخة ولم يلبث فيها إلا شهراً واحداً؛ ثم توفي. |
| 27 المرة الأولى  |            | سليم البشري              | مالكي         | من: 1317 هـ/1899 م حتى: 1320 هـ/1903 م | - حاشية على رسالة الشيخ عليش في التوحيد. - شرح نهج البردة لاحمد شوقي. - الاستئناس في بيان الأعلام وأسماء الأجناس. - المقامات السنية في الرد على القادح في البعثة النبوية. - عقود الجماعة في عقائد أهل الإيمان. - تحفة الطلاب على شرح رسالة الآداب. - رسالة البشري على البسملة. - العقد الوافي بشرح ملا حنفي. | - ولد عام 1248هـ بقرية محلة بشر، محافظة البحيرة بمصر، وحفظ القرآن الكريم في سن التاسعة. - التحق بالأزهر الشريف للدراسة به لمدة 9 سنوات، بعد دراسته لمدة عامين بمسجد السيدة زينب بالقاهرة. - كان من كبار المحدثين، تتلمذ على يديه العديد من العلماء، كذلك من اولاده من أصبح من علماء الأزهر فيما بعد. - تولى منصب شيخ ونقيب السادة المالكية بالأزهر حتى وفاته. - عُين في مجلس إدارة الأزهر إثر توجهات الشيخ حسونة النواوي لإصلاح الأزهر، واختير شيخ للأزهر بعد وفاة الشيخ عبد الرحمن النواوي لكنه رفض المنصب، ثم قبله تحت الضغط والإلحاح الشديد. - استقال بعد خلافه مع خديوي مصر عباس حلمي الثاني لتدخل الأخير في شئون الأزهر الداخلية. |

### القرن العشرون
| م                | شيخ الأزهر | شيخ الأزهر              | المذهب الفقهي | فترة المشيخة                            | من مؤلفاته | ملاحظات |
| ---------------- | ---------- | ----------------------- | ------------- | --------------------------------------- | --- | --- |
| 28               |            | علي الببلاوي            | مالكي         | من: 1320 هـ/1903 م حتى: 1323 هـ/1905 م  | - رسالة في فضائل ليلة النصف من شعبان. - إجازة إلى الشيخ محمد بن حامد المراغي المالكي. - إعجاز القرآن. - الأنوار الحسينية في شرح الحديث المسلسل يوم عاشوراء أو الأنوار الحسينية على رسالة المسلسل الأميرية. - رسالة تتعلق بليلة القدر. | - ولد في قرية ببلاو بمركز ديروط بأسيوط. - عين خطيبًا للمسجد الحسينى ثم شيخًا لخدمته في 2 صفر 1311 هـ/ 14 أغسطس 1893م. - عين نقيبًا للأشراف سنة 1312 هـ. - استقال من مشيخة الأزهر في 9 محرم 1323 هـ/ 15 مارس 1905م. - توفي بالقاهرة في 3 ذي القعدة 1323 هـ. |
| 29               |            | عبد الرحمن الشربيني     | شافعي         | من: 1323 هـ/1905 م حتى: 1324 هـ/1907 م  | - تقرير على حاشية البناني على شرح المحلي على جمع الجوامع للسبكي (في أصول الفقه). - تقرير على حاشية ابن قاسم على شرح شيخ الإسلام زكريا الأنصاري لمتن البهجة الوردية "بهجة الحاوي" (وهي منظومة في الفقه الشافعي). - تقرير على حاشية "عبد الحكيم" على شرح السيالكوتي على شرح القطب على الشمسية (في المنطق). - فيض الفتاح على حواشي شرح تخيص المفتاح (في البلاغة). | - مرض بعد فترة وجيزة من توليه مشيخة الأزهر، فانتُدب الشيخ محمد شاكر قائمًا بأعمال المشيخة حتى برئ من مرضه. - حاول الخديوي التدخل في شئون الأزهر فاستقال - توفي بالقاهرة سنة 1926م. |
| 30 المرة الثانية |            | حسونة النواوي           | حنفي          | من: 1324 هـ/1907 م حتى: 1327 هـ/1909 م  | انظر السابق | - اُعيد الشيخ حسونة إلى مشيخة الأزهر مرة ثانية بعد أن توالى على المشيخة أربعة من المشايخ. - حاول إعادة تنظيم الأزهر من الناحيتين المالية والإدارية، فرفع من رواتب العلماء والشيوخ. - عمل على إدخال العلوم الحديثة في الأزهر بعد أن كادت تهجر تماماً، كالرياضيات والجغرافيا والتاريخ. - أنشئ في عهده الرواق العباسي بالجامع الأزهر. - جمع مكتبات الأزهر في مكتبة واحدة وأعاد تنظيمها وصيانتها. - استقال من منصبه ولزم منزله حتى توفي سنة 1343 هـ/1925 م. |
| 31 المرة الثانية |            | سليم البشري             | مالكي         | من: 1327 هـ/1909 م حتى: 1335 هـ/1916 م  | انظر السابق | - اُعيد الشيخ سليم إلى مشيخة الأزهر مرة ثانية بعد أن توالى على المشيخة ثلاثة من المشايخ. - كان معروفا عنه القوة والحزم طوال فترات ولايته الأولى والثانية. - ظل في منصبه حتى توفي سنة 1335 هـ/1916 م. |
| 32               |            | محمد أبو الفضل الجيزاوي | مالكي         | من: 1335 هـ/1917 م حتى: 1346 هـ/1927 م  | - الطراز الحديث في فن مصطلح الحديث. - كتاب على شرح العضد وحاشيتي السعد والسيد. - تحقيقات شريفة - حاشية في أصول الفقه. - تعليق على أوائل تفسير البيضاوي. | - وُلد بقرية وراق الحضر، مركز إمبابة بمديرية الجيزة عام 1264 هـ، ولذلك نُسب إلى الجيزة. - أتم حفظ القرآن في سن ثماني سنوات، والتحق بالأزهر وتتلمذ على يد عدد من العلماء مثل: شمس الدين الأنبابي. - عُين وكيلاً للأزهر عام 1326 هـ- 1908 م، ثم شَيْخاً للإسكندرية لمدة 8 سنوات، ثم شيخاً للأزهر، واُضيفت إليه مشيخة السادة المالكية حتى وفاته. - كان له دور في إصلاح التعليم الأزهري، كما ألَّف لجنة إصلاح الأزهر سنة 1344هـ - 1925 م. - عارض الإمام رغبة الملك فؤاد الأول في تعيين نفسه خليفة للمسلمين بعد إلغاء الخلافة العثمانية.                                                                               |
| 33 المرة الأولى  |            | محمد مصطفى المراغي      | حنفي          | من: 1346 هـ/1928 م حتى: 1347 هـ/1929 م  | - بحث في ترجمة معاني القرآن الكريم وأحكامها. - بحوث في التشريع الإسلامي وأسانيد قانون الزواج رقم 25 لسنة 1929 م. - الأولياء والمحجورين. - المحاكم الشرعية ووسائل إصلاح العمل فيها. - أحكام الوقف. - الإسلام في العالم الحديث. - أحكام الوصية. - حاجة البشر إلى الشرائع. - مباحث لغوية وبلاغية. - مواقف البطولة في الإسلام. - لعناية بالصحة في الإسلام. - تفسير جزء تبارك. - بحث الزمالة الإنسانية. | - ولد في 7 ربيع الآخر 1298 هـ/9 مارس 1881م بالمراغة مركز سوهاج بصعيد مصر. - بعث به إلى القاهرة لاستكمال دراسته بالأزهر، فدرس على يد مشاهير العلماء ومنهم الشيخ محمد عبده. - صدر قرار تعيينه قاضيًا لقضاة السودان في 4 رجب 1326 هـ / أول أغسطس 1908م، وبعد عودته إلى مصر في عام 1337 هـ/1919م، شغل مناصب مهمة بالمحاكم الشرعية. - تولى مشيخة الأزهر، واستقال من منصبه في عام 1347هـ/1929م، وفي أبريل 1354 هـ /1935م أعيد تعيينه شيخاً للأزهر. |
| 34               |            | محمد الأحمدي الظواهري   | شافعي         | من: 1348 هـ/1929 م حتى: 1354 هـ/1935 م  | - العلم والعلماء ونظام الحكم. - رسالة الأخلاق الكبرى. - خواص المعقولات في أول المنطق وسائر العقليات. - الوصايا والآداب. - صفوة الأساليب. - حكم الحكماء. - براءة الإسلام من أوهام العوام. - مقادير الأخلاق. | - ولد بقرية كفر الظواهري بمحافظة الشرقية عام 1295 هـ/ 1887م. - عين شيخاً لمعهد طنطا، ثم لمعهد أسيوط، ثم عاد ليتولى مشيخة معهد طنطا. - صدر في عهده قانون رقم 49 لسنة 1930م لتطوير التعليم بالأزهر بإنشاء كليات الشريعة والقانون وأصول الدين واللغة العربية، واهتم بالدراسات العليا في مجالي تخصص الدعوة والإرشاد، وتخصص المادة للتدريس. - قوبلت القانون الذي صدر في عهده بالمعارضة فاستقال. - توفى في 20 جمادى الأولى 1336 هـ/13 مايو 1944م. |
| 35 المرة الثانية |            | محمد مصطفى المراغي      | حنفي          | من: 1354 هـ/1935 م حتى: 1364 هـ/1945 م  | انظر السابق | انظر السابق |
| 36               |            | مصطفى عبد الرازق        | شافعي         | من: 1365 هـ/1945 م حتى: 1366 هـ/1947 م  | - الإمام الشافعى أكبر مشرعى الإسلام. - التمهيد لتاريخ الفلسفة الإسلامية. - فيلسوف العرب والمعلم الثاني. - الدين والوحى في الإسلام. - الإمام الشافعي. - محمد عبده. - مذكرات مسافر ومذكرات مقيم. - ترجمة فرنسية بالاشتراك مع صديقه برنارد ميشيل لرسالة التوحيد للشيخ محمد عبده. - رسائل موجزة بالفرنسية عن الأثرى الكبير بهجت بك. - رسائل موجزة بالفرنسية عن معنى الإسلام ومعنى الدين. - بحث في دراسة حياة البهاء زهير وشعره. - من آثار مصطفى عبد الرازق. - قراءات في الدين والسياسة والأدب. - خمسة من أعلام الفكر الإسلامي:الكندي، الفارابي، المتنبي، ابن الهيثم، ابن تيمية. - ترجمة كتاب العقيدة الاسلامية للشيخ محمد عبده إلى الفرنسية. - ترجمة كتاب طيف خيال ملكي للأميرة قدرية حسين من الفرنسية إلى العربية. - فصول في الأدب. | - ولد عام 1303هـ/ 1885م في محافظة المنيا. - انتدب للتدريس بمدرسة القضاء الشرعى بالقاهرة. - سافر إلى فرنسا في 4 جمادى الآخرة 1327هـ/23 يوليو 1909م، لدراسة اللغة الفرنسية والفلسفة، وتحصَّل على درجة الدكتوراه في الآداب. - عين وزيراً للأوقاف، وكان أول شيخ أزهرى يتولى هذا المنصب في 26 صفر 1357هـ/27 أبريل 1938م. - تولى مشيخة الأزهر، وكان أول شيخ للأزهر ليس عضوًا بهيئة كبار العلماء المصرية، مما قوبل بالمعارضة حينها. |
| 37               |            | محمد مأمون الشناوي      |               | من: 1368 هـ/1948 م حتى: 1369 هـ/1950 م  | - الإسلام. - المصلح الأعظم. | - عُيِّنَ مدرساً بمعهد الإسكندرية الديني، واخُتِيرَ للقضاء الشرعي وشيخاً لكلية الشريعة. - نال عضوية هيئة كبار علماء الأزهر، كما عين وكيلاً للأزهر ورئيساً للجنة الفتوى فيه، ثم تولى شياخته عقب وفاة الشيخ مصطفى عبد الرازق. - أرسل بعثة من نوابغ العلماء إلى إنجلترا لدراسة الإنجليزية تمهيداً لإرسالهم إلى البلاد الإسلامية العديدة التي لا تجيد التخاطب إلا بتلك اللغة. - فتح أبواب الأزهر أمام الطلبة الوافدين من العواصم الإسلامية حتى زادوا على ألفي طالب. |
| 38 المرة الأولى  |            | عبد المجيد سليم         | حنفي          | من: 1369 هـ/1950 م حتى: 1370 هـ/1951 م  | - رسالة الأزهر في العصر الحديث (مقالات). | - ولد في قرية ميت شهالة بمحافظة المنوفية. - درس الفقه على المذهب الحنفي، تتلمذ علي يد الشيخ محمد عبده، والشيخ حسن الطويل، والشيخ أحمد أبو خطوة. - تأثر بآراء ابن تيمية وابن قيم الجوزية، وعمل بالتدريس بالمعاهد الأزهرية ثم بمدرسة القضاء الشرعي، كما عمل قاضياً في المحاكم الشرعية ثم عمل بالإفتاء. - تولى مشيخة الأزهر مرتين الأولى في عام 1369هـ/1950م خلفاً للشيخ محمد مأمون الشناوي، واستقال منها في العام التالي وخلفه الشيخ إبراهيم حمروش، والثانية في عام 1371هـ/1952م، ثم استقال منها في العام نفسه بعد مرور ستة أشهر وخلفه الشيخ محمد الخضر حسين.                                              |
| 39               |            | إبراهيم حمروش           | حنفي          | من: 1370 هـ/1951 م حتى: 1371 هـ/1952 م  | - فصول ودراسات في مجلة المجمع اللغوي. - عوامل نمو اللغة (بحث نال به عضوية جماعة كبار العلماء). | - درس على يد مشاهير العلماء ومنهم الشيخ محمد عبده. - عمل مدرسًا بالأزهر الشريف، ثم قاضيا بالمحاكم الشرعية، ثم شيخاً لمعهد أسيوط الديني، ثم شيخًا لمعهد الزقازيق، ثم شيخًا لكلية اللغة العربية، ثم شيخًا لكلية الشريعة. - تولى مشيخة الأزهر، وعقب موقعة الإسماعيلية 1952 أصدر الشيخ بيانًا باسم علماء الأزهر وطلابه ضد الجيش الإنجليزي، مما أدى لإعفائه من منصبه. |
| 40 المرة الثانية |            | عبد المجيد سليم         | حنفي          | من: 1371 هـ/1952 م حتى: 1371 هـ/1952 م  | انظر السابق | انظر السابق |
| 41               |            | محمد الخضر حسين         |               | من: 1371 هـ/1952 م حتى: 1373 هـ/1954 م  | - القياس في اللغة العربية. - حياة اللغة العربية. - نقد علمي لكتاب الإسلام وأصول الحكم. - نقض كتاب في الشعر الجاهلي. - ديوان خواطر الحياة. - رسائل الإصلاح. - الخيال في الشعر العربي. - آداب الحرب في الإسلام. - تعليقات على كتاب الموافقات للشاطبي. - مناهج الشرف. - الدعوة إلى الإصلاح. - طائفة القاديانية. - مدارك الشريعة الإسلامية. - الحرية في الإسلامية. - بلاغة القرآن. - محمد رسول الله. - تونس وجامع الزيتونة. - مختارات من تراث الإمام الشيخ محمد الخضر حسين شيخ الأزهر الأسبق. | - ولد بتونس في 29 رجب 1293هـ/19 أغسطس 1876م، ينحدر من أصول جزائرية. - حصل على شهادة العالمية من جامعة الزيتونة، وتنقل بين العديد من البلدان منها تركيا وسوريا ومصر. - عُيَّن من قبل أنور باشا وزير الحربية محرراً بالوزارة بالآستانة. - تولى رئاسة تحرير مجلة الأزهر، ثم مدرسا بكلية أصول الدين بجامعة الأزهر، وكان عضوًا بمجمع اللغة العربية بالقاهرة منذ إنشائه، ثم تولى منصب شيخ الأزهر. |
| 42               |            | عبد الرحمن تاج          | حنفي          | من: 1373 هـ/1954 م حتى: 1378 هـ/1958 م  | - السياسة الشرعية في الفقه الإسلامي. - البابية وعلاقتها بالإسلام. - ديوان خواطر الحياة. - كتاب القياس في اللغة العربية. - الأحوال الشخصية في الشريعة الإسلامية. - مذكرة في الفقه المقارن. - كتاب الإسلام وأصول الحكم. - بحث في التأمين علي الحياة وعلي الأموال من وجهة نظر الشريعة الإسلامية. - بحث في صناديق النذور وبيان حكم الشريعة الإسلامية فيه. - رسالة في متنوعات من أحكام الشريعة "عبادات ومعاملات". - تاريخ التشريع الإسلامي. - حكم الربا في الشريعة الإسلامية. - الدين والدولة. - تحقيق القول في ليلة القدر. - كلمة عن الهجرة. - معجزة نبوية توشك أن تتحقق. - (لا) التي قيل إنها زائدة في القرآن الكريم وليست كذلك. - الواو التي قيل إنها زائدة. - الفاء وثم ودعوي زيادتها في القرآن الكريم أو في غيره من فصيح الكلام. - إذ وإذا ورأى أبى عبيدة. - إن الزائدة وإن النافية وكبوة الفرسان في مجال التفرقة بينهما. - درء مظاهر من الجرأة في تفسير الكتاب العزيز. - حروف الزيادة وجواز وقوعها في القرآن الكريم. - الباء الزائدة في فصيح الكلام وفي القرآن الكريم. - من الدراسات اللغوية في بعض الآيات القرآنية. - مناسك الحج. - الإسراء والمعراج. - بحث فيما تجب مراعاته في بيان معني الألفاظ المشتركة الواردة في الكتاب العزيز. - بحث فيما يخرج منه اللؤلؤ والمرجان وما قيل فيه من أنهما لا يخرجان إلا من البحار ولا يخرجان من الأنهار. - رسالة في "أفعل التفضيل واستعماله". | - ولد في أسيوط عام 1314هـ/ 1896م. - حصل على الدكتوراه في الفلسفة وتاريخ الأديان من جامعة السوربون بفرنسا. - تولى مشيخة الأزهر سنة 1954م حتى عُيَّن وزيرًا في اتحاد الدول العربية المتحدة عند قيامه سنة 1958. - توفي عام 1395هـ/ 1975م. |
| 43               |            | محمود شلتوت             |               | من: 1378 هـ/1958 م حتى: 1383 هـ/1963 م  | - الأزهر في حاضره ومستقبله وصلته بالعالم الإسلامي والعربي. - الإسلام عقيدة وشريعة. - الإسلام والوجود الدولي للمسلمين. - إلى القرآن الكريم. - بحث عن تعدد الزوجات في الإسلام. - تفسير القرآن الكريم (الأجزاء العشرة الأولى). - تنظيم العلاقات الدولية في الإسلام. - تنظيم النسل. - حقوق المرأة في الإسلام وصلاحية المرأة المسلمة للمساهمة في بناء المجتمع. - رسالة الأزهر. - الفتاوى دراسة لمشكلات المسلم المعاصر في حياته اليومية. - فقه القرآن والسنة. - القرآن والقتال. - القرآن والمرأة. - مقارنة المذاهب. - من توجيهات الإسلام. - منهج القرآن في بناء المجتمع. - يسألونك. - المسئولية المدنية والجنائية في الشريعة الإسلامية. - رسالة الأزهر في قانونه الجديد. - أمانة القومية العربية في ذمة الأزهر. - حول إصلاح الأزهر والمعاهد الدينية. | - ولد في منية بني منصور بمحافظة البحيرة. - أول من حمل لقب الإمام الأكبر. - صدر في عهده القانون 103 لسنة 1961 لتطوير الأزهر. - أنشأ مجمع البحوث الإسلامية بالأزهر، وأنشا معاهد للفتيات لأول مرة. - مرض مرضاً شديداً، استدعى إجراء عملية جراحية تمت بنجاح، ولكن توفى ليلة الجمعة في 27 رجب 1383هـ/ 13 ديسمبر 1963 م. |
| 44               |            | حسن مأمون               |               | من: 1348 هـ/ 1964 م حتى: 1389 هـ/ 1969م | - الجهاد في الإسلام - دراسات وأبحاث فقهية متنوعة - الفتاوى | - ولد في 9 ذي الحجة 1311هـ/ 12 يونيو 1894م بحي الخليفة بالقاهرة. - صدر مرسوم ملكي بتعيينه قاضياً لقضاة السودان في 5 ذي الحجة 1359هـ/ 3 يناير 1941م. - عيّن مفتياً للديار المصرية ثم شيخًا للأزهر. |
| 45               |            | محمد الفحام             |               | من: 1389 هـ/ 1969 م حتى: 1393 هـ/ 1973م | - رسالة الموجهات في المنطق - سيبويه - بحث عن المسلمون واسترداد بيت المقدس - بحث أثر الإسلام في توجيه القادة الإداريين | - ولد بالإسكندرية في 1312هـ/ 1894م. - أُرسل في بعثة إلى باريس للحصول على الدكتوراه في الآداب، فحصل عليها بدرجة امتياز مع الشرف. - أصبح عميداً لكلية اللغة العربية، وبعدها أحيل على المعاش. - عين شيخاً للأزهر بالقرار الجمهوري رقم (1729)، خلفاً للشيخ حسن مأمون، ثم استقال لظروف صحية. |
| 46               |            | عبد الحليم محمود        | مالكي         | من: 1393 هـ/ 1973م حتى: 1397 هـ/ 1978م  | - موقف الإسلام من العلم والفن والفلسفة - منهج الإصلاح الإسلامي في المجتمع - محمد رسول الله - قطبا المغرب - الليث بن سعد إمام أهل مصر - مقالات في الشيوعية - القرآن والنبى صلى الله عليه وسلم - القرآن في شهر القرآن - القرآن في شهر رمضان - في رحاب الكون مع الأنبياء والرسل - الفقهاء والمحدثون - في مواجهة الشيوعية - فتاوى الإمام عبد الحليم محمود - فاذكروني اذكركم - العبادة أحكام وأسرار | - ولد في 2 جمادى الأولى 1328 هـ/ 12 مايو 1910م في عزبة أبو أحمد بمركز بلبيس بمحافظة الشرقية. - تتلمذ على يد عدد من كبار علماء الأزهر منهم: الشيخ محمود شلتوت، والشيخ محمد عبد اللطيف دراز، والشيخ علي سرور الزنكلوني، والشيخ محمد مصطفى المراغي، والشيخ مصطفى عبد الرازق. - سافر إلى فرنسا في أكتوبر 1932م والتحق بجامعة السوربون لدراسة تاريخ الأديان والفلسفة وعلم الاجتماع فحصل على الليسانس في هذه العلوم في سنة 1937م. - عين أمينًا عاماً لمجمع البحوث الإسلامية بالأزهر وأميناً لمؤتمر علماء المسلمين بدرجة وكيل وزارة، ثم وكيلًا للأزهر، ثم وزيرًا للأوقاف في حكومة عزيز صدقي، ثم تولى مشيخة الأزهر. |
| 47               |            | محمد عبد الرحمن بيصار   |               | من: 1399 هـ/ 1979 م حتى: 1402 هـ/ 1982م | - تأملات في الفلسفة الحديثة والمعاصرة - نداءات الأزهر إلي الأمة الإسلامية - الإمكان والامتناع - الإسلام بين العقائد والأديان - الإسلام والمسيحية - العالم بين القدم والحدوث - تأملات في الفلسفة الحديثة والمعاصرة | - ولد في عام 1328 هـ/ 1910م في قرية السالمية بمحافظة كفر الشيخ. - عين مديرًا للمركز الإسلامي في واشنطن، ثم رئيساً للبعثة الأزهرية في ليبيا، ثم أمينًا عامًا للمجلس الأعلى للأزهر، ثم أمينًا عامًا لمجمع البحوث الإسلامية بالأزهر، ثم وكيلاً للأزهر، ثم وزيراً للأوقاف وشئون الأزهر في 1398هـ/ 1978، ثم تولى مشيخة الأزهر حتى وفاته. |
| 48               |            | جاد الحق علي جاد الحق   |               | من: 1402 هـ/ 1982م حتى: 1416هـ/ 1996م   | - ادع إلى سبيل ربك - ونفس وما سواها - الختان - الحكم الشرعي في التدخين - من أحكام القرآن وعلومه - رسالة في الاجتهاد وشروطه ونطاقه والتقليد والتخريج - الطفولة في ظل الشريعة الإسلامية - قدسية الحرمين الشريفين | - ولد بقرية بطرة مركز طلخا بمحافظة الدقهلية. - اختير في عام 1398هـ/ 1978م مفتياً لمصر. - عين عضواً بمجمع البحوث الإسلامية، ثم وزيراً للأوقاف في عام 1402هـ/ 1982م، وفي العام نفسه عُيَّن شيخاً للأزهر. |
| 49               |            | محمد سيد طنطاوي         | شافعي         | من: 1416 هـ/ 1996م حتى: 1431 هـ/ 2010م  | - الدين والعلم في مواجهة المخدرات - بنوا إسرائيل في القرآن والسنة - المقاصد الإسلامية للعقوبات في الإسلام - حديث القرآن عن العواطف الإنسانية - مختارات من كتاب معاملات البنوك وأحكامها الشرعية - معاملات البنوك وأحكامها الشرعية - السرايا الحربية في العهد النبوى - أدب الحوار في الإسلام - حديث القرآن عن الرجل والمرأة - نساء تحدث عنهن القرآن - رسالة الصيام - رمضان والصيام - الصوم المقبول | - ولد بقرية سليم الشرقية في محافظة سوهاج. - حصل على الدكتوراة في الحديث والتفسير العام 1966 بتقدير ممتاز. - عُين عميدًا لكلية أصول الدين بأسيوط 1976، في عام 1980، انتقل إلى السعودية حيث عمل في المدينة المنورة كرئيس لقسم التفسير في كلية الدراسات العليا بالجامعة الإسلامية، ثم عين مفتيًا للديار المصرية في 28 أكتوبر 1986، ثم شيخًا للأزهر في 27 مارس 1996 حتى وفاته. - دفن بالبقيع في المدينة المنورة، المملكة العربية السعودية. |

### القرن الحادي والعشرون
| م  | شيخ الأزهر | شيخ الأزهر | المذهب الفقهي | فترة المشيخة                | من مؤلفاته | ملاحظات |
| -- | ---------- | ---------- | ------------- | --------------------------- | --- | --- |
| 50 |            | أحمد الطيب | مالكي         | من: 1431 هـ/2010 م حتى الآن | - الجانب النقدي في فلسفة أبي البركات البغدادي. - مباحث الوجود والماهية من كتاب المواقف. - مباحث العلة والمعلول من كتاب المواقف. - مدخل لدراسة المنطق القديم. - بحوث في الفلسفة الإسلامية. - تعليق على قسم الإلهيات من كتاب تهذيب الكلام للتفتازاني. - مؤلفات ابن عربي تاريخها وتصنيفها. - الولاية والنبوة عند الشيخ محيي الدين بن عربي. - تحقيق رسالة (صحيح أدلة النقل في ماهية العقل) لأبي البركات البغدادي. | - ولد بمدينة القرنة، محافظة الأقصر، مصر. - عُين معيداً بكلية أصول الدين بالقاهرة جامعة الأزهر (1389 هـ/1969 م)، ثم مدرساً مساعداً (1391 هـ/1971 م)، ومدرساً (1397 هـ/1977 م). - عُين بدرجة أستاذاً مساعداً (1402 هـ/1982 م) ثم أستاذاً (1408 هـ/1988 م). - انتدب عميداً لكلية الدراسات الإسلامية والعربية للبنين بقنا (1411 هـ/1990 م - 1421 هـ/1991 م). - انتدب عميداً لكلية الدراسات الإسلامية والعربية (بنين) بأسوان (1416 هـ/1995 م). - عُيّن عميداً لكلية أصول الدين بالجامعة الإسلامية العالمية بباكستان ( 1419 هـ/ 1999 م - 1420 هـ/2000 م). - أصبح مفتياً للديار المصرية (1422 هـ / 2002 - 1424 هـ – 2003 هـ). - عُين رئيساً لجامعة الأزهر (1424 هـ/2003 هـ - 1431 هـ/2010 م). |